# واسکس ساندز
واسکس ساندز (به انگلیسی: Vazquez Sounds) یک گروه موسیقی آماتور خانوادگی متشکل از دو برادر (آبلاردو واسکس، گوستاو واسکس) و خواهر آنها (آنجلا واسکس) است. آنجلا خواننده گروه و دو برادر او نوازندگان گروه هستند.

## دلیل شهرت
کار اصلی این گروه موسیقی بازخوانی چند آهنگ معروف بوده است. این گروه با ساخت کلیپی از آهنگ Rolling in the Deep از ادل و انتشار آن در یوتیوب با بازدید ۱۵۰ میلیون به شهرت رسیدند. این کلیپ در برخی از شبکه‌های تلویزیونی نیز پخش شد.

## ملیت
آن‌ها اهل مکزیک (ایالت باخا کالیفرنیا)هستند. مادر آنها خواننده است. پدر خانواده نیز موسیقی دان و مالک یک استودیوی ضبط موسیقی است.